# Brezovec (Slowakei)
Brezovec, russinisch Березовець/Beresowez (1927–1948 slowakisch „Berezovec“; ungarisch Berezóc – bis 1907 Brezovec) ist eine Gemeinde im Okres Snina (Prešovský kraj) im äußersten Osten der Slowakei mit 36 Einwohnern (Stand 31. Dezember 2024) in der traditionellen Landschaft Zemplín.

## Geographie
Die Gemeinde befindet sich im Ostteil des Vorgebirges Beskydské predhorie, unterhalb der geomorphologischen Einheit Nastaz des nördlich liegenden Gebirges Bukovské vrchy, am Bach Brezovčík im Einzugsgebiet der Ublianka, nahe der Staatsgrenze zur Ukraine. Das Ortszentrum liegt auf einer Höhe von 265 m n.m. und ist 30 Kilometer von Snina entfernt (Straßenentfernung).
Nachbargemeinden sind Ruská Volová im Westen, Nordwesten und Norden, Ulič im Nordosten, Ubľa im Osten, Südosten, Süden und Südwesten.

## Geschichte
Brezovec zum ersten Mal 1600 als Brezeo schriftlich erwähnt. Das Dorf war Teil der Drugeth'schen Herrschaft von Humenné sowie Besitz des Paulinerordens aus Trebišov. Im späten 18. Jahrhundert gehörte es der Kammer, ab den 1820er Jahren der Eperieser Eparchie. 1715 wohnten drei Steuerzahler im Ort. 1787 hatte die Ortschaft 10 Häuser und 79 Einwohner, 1828 zählte man 17 Häuser und 127 Einwohner, die als Fuhrleute, Holzfäller und Saisonarbeiter tätig waren.
Bis 1918 gehörte der im Komitat Semplin liegende Ort zum Königreich Ungarn und kam danach zur Tschechoslowakei beziehungsweise heute Slowakei. Als Folge des Slowakisch-Ungarischen Kriegs war der Ort von 1939 bis 1944 noch einmal Teil Ungarns. Nach dem Zweiten Weltkrieg pendelte ein Teil der Einwohner zur Arbeit nach Košice und in den tschechischen Landesteil der Tschechoslowakei, die örtliche Einheitliche landwirtschaftliche Genossenschaft (Abk. JRD) wurde 1959 gegründet und 1964 vom Staatsgut übernommen.

## Bevölkerung
| Jahr                | 1994 | 2004     | 2014     | 2024     |
| ------------------- | ---- | -------- | -------- | -------- |
| Anzahl der Personen | 79   | 53       | 42       | 36       |
| Unterschied         |      | −32,91 % | −20,75 % | −14,28 % |

| Jahr                | 2023 | 2024 |
| ------------------- | ---- | ---- |
| Anzahl der Personen | 36   | 36   |
| Unterschied         |      | +0 % |

Nach der Volkszählung 2011 wohnten in Brezovec 49 Einwohner, davon 25 Slowaken, 15 Russinen, drei Magyaren und zwei Roma. Vier Einwohner machten keine Angabe zur Ethnie. 
33 Einwohner bekannten sich zur orthodoxen Kirche, drei Einwohner zur griechisch-katholischen Kirche, jeweils zwei Einwohner zur reformierten Kirche und zur römisch-katholischen Kirche und ein Einwohner zur Evangelischen Kirche A. B. Zwei Einwohner waren konfessionslos und bei sechs Einwohnern wurde die Konfession nicht ermittelt.

## Verkehr
Nach Brezovec führt nur die Cesta III. triedy 3894 („Straße 3. Ordnung“) von Ubľa (Kreuzung mit der Cesta I. triedy 74 („Straße 1. Ordnung“)) heraus. Der nächste Bahnanschluss ist in Stakčín an der Bahnstrecke Humenné–Stakčín.